# Ваке (Дманисский муниципалитет)
Ваке (груз. ვაკე, азерб. Qarakilsə) — село в подчинении сельской административно-территориальной единицы Квемо-Орозмани, Дманисского муниципалитета, края Квемо-Картли республики Грузия с 90 %-ным азербайджанским населением. Находится в юго-восточной части Грузии, на территории исторической области Борчалы.

## История
До 1 июля 1949 года село называлось Каракилисе (азерб. «Qarakilsə»). Затем оно получило нынешнее название - Ваке.
В 1839-1845 годах в селе поселились и проживали духоборы - этнические русские, которые подвергались гонениям в царской России.

### Топоним
Топоним села Каракилисе (азерб. «Qarakilsə») в переводе с азербайджанского языка на русский язык означает «Черная церковь».

## География
Село расположено в Орузманской долине, на высоте 1250 метров от уровня моря.

## Население
По данным Государственного статистического комитета Грузии, согласно официальной переписи 2002 года, численность населения села Ваке составляет 317 человек и на 90 % состоит из азербайджанцев.

## Экономика
Население в основном занимается овцеводством, скотоводством и овощеводством.